# Petros Markarīs
Pétros Márkaris (in greco: Πέτρος Μάρκαρης), nato Bedros Markarian (in armeno: Պետրոս Մարգարեան; Istanbul, 1º gennaio 1937) è uno scrittore, drammaturgo, sceneggiatore e traduttore armeno naturalizzato greco.

## Biografia
Markarīs nasce a Istanbul, in Turchia, da padre armeno, di professione imprenditore, e da madre greca. Compie i propri studi presso il St. Georgs-Kolleg di Istanbul e, una volta conseguito il diploma, studia economia presso le Università di Vienna e di Stoccarda. Facendo parte della minoranza armena per parte di padre, per molti anni non ebbe alcuna cittadinanza; stabilitosi in Grecia, ad Atene, nel 1964, acquisí la cittadinanza greca soltanto nel 1974, poco dopo la caduta del regime dei colonnelli, assieme al resto della minoranza armena residente nel Paese balcanico.
Markarīs parla e scrive in greco, turco e tedesco. Ha tradotto in greco diverse opere teatrali tedesche, tra cui i due Faust di Goethe e Madre Coraggio di Brecht.
Sceneggiatore e autore di teatro, ha collaborato con Theo Anghelopulos. Questo aspetto è ripetuto pedissequamente in tutte le biografie, ma senza precisare la qualità e la quantità di questa collaborazione né concretamente quale contributo Markarīs abbia dato, posto che il regista che ha diretto i detti film rimane sempre e solo Anghelopulos, cui va attribuita la sola paternità delle scenografie e sceneggiature,  come è ricordato nei titoli in coda di tutti i suoi film.
Tra questi contributi di Markakis alle citate sceneggiature è ricordata quella del film L'eternità e un giorno, Palma d'oro al Festival di Cannes 1998. Durante la lavorazione del film, Markarīs ha tenuto un diario pubblicato in Grecia nell'ottobre 2000.
Il suo primo romanzo, Ultime della notte, è stato adattato per una serie poliziesca di grande successo presso la televisione greca.

## Il commissario Charitos
Il cognome greco del personaggio principale è Charítos Χαρίτος (nel greco moderno la lettera χ, traslitterata come ch, va pronunciata come una c aspirata, alla maniera un po' della fonetica fiorentina nella pronuncia della parola "casa")
La celebrità di Markarīs in Europa è soprattutto legata alla figura del commissario Kostas Charitos, definito dalla critica internazionale "il fratello greco di Maigret" e "il Montalbano di Atene" per la vicinanza col personaggio di Andrea Camilleri, attivo come lui nell'area mediterranea. 
Kostas Charitos è il protagonista di una serie di libri (15 romanzi e alcune serie di racconti fra cui la raccolta I labirinti di Atene), che sono stati tradotti in italiano, inglese, tedesco, spagnolo e turco.
Il commissario - che racconta in prima persona - fa parte della squadra omicidi ateniese. Come libri possiede praticamente soltanto vocabolari che consulta per rilassarsi, spesso in orari che dovrebbe dedicare al sonno. Nei racconti è accompagnato spesso da personaggi di poco spessore o decisamente marginali per la comprensione del romanzo, come la moglie Adriana, litigiosa, pessimista, sentenziosa e tv dipendente, ma apprezzata cuoca e molto amata, dalla caparbia figlia Caterina, prima studentessa di legge e poi tirocinante, a cui da un certo punto dei racconti si aggiungerà il fidanzato e in seguito marito Fanis, medico ospedaliero. Decisamente di maggior rilievo nella trama delle storie del commissario Charitos è il capo Ghikas, che appare con un ruolo fondamentale nelle attività investigative sin dai primi racconti, e da alcuni collaboratori di polizia.
L'altro personaggio costante in questa narrativa è l'Atene moderna, afflitta da eterni ingorghi, urbanizzazione dissennata, burocrazia infingarda, piccola e grande corruzione, di cui Markarīs descrive puntigliosamente i percorsi, con la precisione di itinerari turistici.

## Filmografia
Ha collaborato col regista Theo Angelopoulos in:
- I giorni del '36, (1972)
- Alessandro il Grande (Megalexandros), (1980)
- Il passo sospeso della cicogna, (1991)
- Lo sguardo di Ulisse, Premio Speciale della Giuria a Cannes nel 1995
- L'eternità e un giorno, Palma d'oro a Cannes nel 1998

Ha collaborato con la regista Yeşim Ustaoğlu in:
- Waiting for the clouds, (2004)

## Opere teatrali
- Storia di Ali' Retzos
- Gli ospiti
- Come i cavalli

## Narrativa

### Romanzi
- Diario di un'eternità. Io e Theo Angelopoulos, La nave di Teseo, 2018, ISBN 978-8893445900.

### SerieKostas Charitos
- Ultime della notte, 1995.
- Difesa a zona, 1998.
- Si è suicidato il Che, 2003.
- La lunga estate calda del Commissario Charitos, 2007.
- La balia, Bompiani, 2008, ISBN 978-88-452-6471-9.
- Prestiti scaduti, Bompiani, 2011, ISBN 978-88-452-6713-0.
- L'esattore, Bompiani, 2012, ISBN 978-88-452-7037-6.
- Resa dei conti, Bompiani, 2013, ISBN 978-88-452-7327-8.
- Titoli di coda. Un nuovo caso per il Commissario Kostas Charitos, Bompiani, 2015, ISBN 978-88-452-7643-9.
- L'assassinio di un immortale. Dalle rotte dei migranti alle indagini del commissario Charitos, La nave di Teseo, 2016, ISBN 978-8893440035.
- Il prezzo dei soldi, La nave di Teseo, 2017, ISBN 978-8893441629.
- L'università del crimine, La nave di Teseo, 2017, ISBN 978-8893445276.
- Il tempo dell’ipocrisia, La nave di Teseo, 2019, ISBN 978-88-9344-893-2.
- L'omicidio è denaro, La nave di Teseo, 2020, ISBN 978-8834602874.
- La congiura dei suicidi, La nave di Teseo, 2021, ISBN 978-88-346-0631-5.
- La rivolta delle cariatidi, La nave di Teseo, 2023, ISBN 978-8834614303.
- La violenza dei vinti, La nave di Teseo, 2024, ISBN 9788834617755.
- Il futuro è una truffa, La nave di Teseo, 2025, ISBN 9788834621097

### Raccolte di racconti
- I labirinti di Atene, 2004.
- Poems & Crimes, La nave di Teseo, 2020, ISBN 978-88-346-0387-1.
- Quarantena, La nave di Teseo, 2021, ISBN 978-8834606643.

### Saggi
- Io e Kostas Charitos, 2010.
- Atene nel metrò, La Nave di Teseo, 2023, ISBN 978-88-346-1303-0.